# Луценко Дмитро Омелянович
Дмитро́ Омеля́нович Луце́нко (15 жовтня 1921 , Березова Рудка, Полтавська губернія  — 16 січня 1989 , Київ ) — український радянський поет.

## Біографія
Народився 15 жовтня 1921 року в селі Березова Рудка (тепер Полтавська область). З дитинства знав багато пісень, які чув від батька та гостей, котрі відвідували родинну хату. Одразу після голодомору 1932—1933 років в УСРР підлітком виїхав на Донбас, працював на шахтах, навчався в гірничопромисловому технікумі.
Від 1938 року — студент Київського гідромеліоративного інституту. В 1940 році призваний до Червоної армії, служив прикордонником на заставі Бури (на кордоні з Афганістаном). Після початку Другої світової війни пішов на фронт автоматником розвідувальної роти, а згодом став літературним працівником дивізійної газети «За победу». Після тяжкої контузії 8 травня 1945 року в Східній Прусії, став інвалідом 2-ї групи.
У повоєнні роки працював у редакціях газет: «Сільські вісті», «Молодь України», був кореспондентом Всесоюзного радіо по Україні. У «Сільських вістях» познайомився зі своєю майбутньою дружиною Тамарою Іванівною, присвятив їй багато ліричних віршів. Першу свою збірку поезій «Дарую людям пісню» опублікував в 1962 році і був прийнятий в члени Спілки письменників України. Заслужений діяч мистецтв України з 1974 року, лауреат Національної премії імені Тараса Шевченка з 1976 року, Почесний громадянин міста Києва з 2015 року.

Співпрацював з композиторами Л. Ревуцьким, О. Білашем, В.Верменичем, П. Майбородою, А. Пашкевичем, І. Шамо. Разом з ними створив понад 300 пісень, серед них «Києве мій» (який став Гімном територіальної громади міста Києва від 13 листопада 2014 року), «Фронтовики», «Сивина», «Мамина вишня», «Не шуми, калинонько», «Осіннє золото», «Україно, любов моя» та інші). На його слова писали музику кілька десятків композиторів, його пісні співали Д. Гнатюк, А. Мокренко, Д. Петриненко, Н. Матвієнко, Б. Сташків, хорова капела «Думка», Державний український народний хор імені Г. Верьовки, Черкаський народний хор.

Могила Дмитра Луценка

Проживав у Києві на вулиці Михайла Омеляновича-Павленка, 19а (колишня Суворова), де встановлена меморіальна дошка. Похований на Байковому некрополі Києва поряд з могилою доньки (ділянка 1-2-5).

## Твори, праці
- «Дарую людям пісню». (Київ, 1962);
- «Незакінчена соната». (Київ, 1966);
- «Як тебе не любити». (Київ, 1969);
- «Добрість». (Київ, 1971);
- «Пахучий хліб». (Київ, 1974);
- «До останнього патрона». (Київ, 1975);
- «Серцю співається». (Київ, 1975);
- «За Березовою Рудкою». (Київ, 1976);
- «Пісні». (Київ, 1977);
- «Коли ти зі мною». (Київ, 1978);
- «Хлеб и песня». (Київ, 1978);
- «Березовий дзвін». (Київ, 1980);
- «Пісня вірності». (Київ, 1981);
- «Вибране». (Київ, 1981);
- «Дорога спадщина». (Київ, 1984);
- «Усе любов'ю зміряне до дна». (Київ, 1994);
- «А я люблю, люблю…» (Київ, 1995);
- «Усе любов'ю зміряне до дна. Вибране». (Київ, 2005);
- «Дарую людям пісню. Пісенник». (Київ, 2011);
- «Криниця мого кохання». (Полтава, 2013).
- «Як його не любити». (Київ, 1996), книга спогадів про Дмитра Луценка.

### Пісні
- «Пісня про хліб»;
- «Де ти тепер»;
- «Як тебе не любити, Києве мій!»;
- «Мамина вишня»;
- «Осіннє золото»;
- «Хата, моя біла хата»;
- «Зачарована Десна»;
- «Сивина»;
- «Спасибі Вам Мамо»;
- «Не шуми калинонька» та багато інших.

Його твори перекладені білоруською, казахською, таджицькою, молдавською, англійською, німецькою, французькою та іншими мовами.

## Відзнаки
Заслужений діяч мистецтв УРСР (з 1974 року).
Лауреат Державної премії УРСР імені Т. Г. Шевченка (1976).
Почесний громадянин міста Києва.
Нагороджений орденами Червоної Зірки, Вітчизняної війни 1-го ступеня, Дружби народів, медалями.

## Пам'ять

Меморіальна дошка Д. О. Луценку у с. Березова Рудка

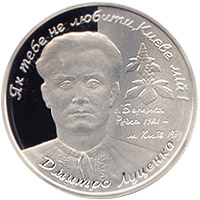
пам'ятна монета

- В журналі «Перець» № 23 за 1981 рік розміщено дружній шарж А.Арутюнянца, присвячений 60-річчю митця[2]
- Починаючи з 1990 року, в рідному селі поета Березовій Рудці, де він уже в зрілому віці подовгу жив і писав, у Березоворудському парку проводяться пісенно-мистецькі свята «Осіннє золото», на яких виконуються пісні на його слова. У сільському краєзнавчому музеї відкрито кімнату-музей поета. В пам'ять про земляка встановлено меморіальну дошку.
- 1998 року його іменем офіційно названо середню школу № 197 у Києві, де митець не раз виступав і де тривалий час працювали його дружина Тамара Іванівна та син Сергій. 19 травня того ж року в школі відкрито музей-світлицю поета.
- 2001 року започаткована премія імені Дмитра Луценка, вона вручається найкращим поетам-піснярам, співакам, композиторам.
- 8 вересня 2006 року Національний банк України випустив у обіг 2-х та 5-гривневі ювілейні монети із зображенням портрета Дмитра Луценка, присвячені 85-річчю з дня народження поета[3]. На монетах також викарбувані його слова «Як тебе не любити, Києве мій!»[4].
- Згідно з рішенням Київської міської ради № 984/4422 від 8 липня 2010 року вулиця Крейсера «Аврори» в Голосіївському районі Києва перейменована на вулицю Дмитра Луценка[5].
- Згідно з рішенням Київської міської ради від 13 листопада 2014 року пісня на слова Дмитра Луценка та музику Ігоря Шамо «Як тебе не любити, Києве мій» стала офіційним Гімном територіальної громади міста Києва.
- 8 жовтня 2015 року Дмитру Луценку присвоєне звання Почесний громадянин міста Києва.
- У місті Полтава існує провулок Дмитра Луценка.
- У місті Лохвиця вулицю Луценка перейменували на вулицю Дмитра Луценка.[6]